# Stanislav Slavejkov
Stanislav Slavejkov (in bulgaro Станислав Славейков?; Šumen, 2 giugno 1986) è un cestista bulgaro.

## Carriera
Con la Bulgaria ha disputato i Campionati europei del 2009.

## Palmarès
- Coppa di Bulgaria: 3

Levski Sofia: 2009, 2010
Cherno More Varna: 2015